# Canadian Open 2023 - Qualificazioni singolare maschile
Le qualificazioni del singolare maschile del Canadian Open 2023 sono state un torneo di tennis preliminare per accedere alla fase finale della manifestazione. I vincitori dell'ultimo turno sono entrati di diritto nel tabellone principale. In caso di ritiro di uno o più giocatori aventi diritto a questi sono subentrati i lucky loser, ossia i giocatori che hanno perso nell'ultimo turno ma che avevano una classifica più alta rispetto agli altri partecipanti che avevano comunque perso nel turno finale.

## Teste di serie
1. Aleksandar Vukic (ultimo turno, lucky loser)
2. Matteo Arnaldi (qualificato)
3. Marcos Giron (qualificato)
4. Christopher O'Connell (ultimo turno)
5. Max Purcell (qualificato)
6. Corentin Moutet (ultimo turno)
7. Thanasi Kokkinakis (qualificato)

1. Diego Schwartzman (qualificato)
2. Maxime Cressy (primo turno)
3. Radu Albot (ultimo turno)
4. Yosuke Watanuki (ritirato)
5. Cristian Garín (qualificato)
6. Constant Lestienne (ultimo turno)
7. Tarō Daniel (qualificato)

## Qualificati
1. Diego Schwartzman
2. Matteo Arnaldi
3. Marcos Giron
4. Cristian Garín

1. Max Purcell
2. Tarō Daniel
3. Thanasi Kokkinakis

### Lucky loser
1. Aleksandar Vukic

## Tabellone

### Sezione 1
|  | Primo turno | Primo turno       | Primo turno       | Primo turno | Primo turno |  |  | Ultimo turno | Ultimo turno      | Ultimo turno      | Ultimo turno | Ultimo turno |  |
|  |             |                   |                   |             |             |  |  |              |                   |                   |              |              |  |
|  | 1           | Aleksandar Vukic  | Aleksandar Vukic  | 6           | 6           |  |  |              |                   |                   |              |              |  |
|  | WC          | Dan Martin        | Dan Martin        | 3           | 4           |  |  | 1            | Aleksandar Vukic  | Aleksandar Vukic  | 4            | 4            |  |
|  | WC          | Liam Draxl        | Liam Draxl        | 6           | 4           |  |  | 8            | Diego Schwartzman | Diego Schwartzman | 6            | 6            |  |
|  | 8           | Diego Schwartzman | Diego Schwartzman | 7           | 6           |  |  |              |                   |                   |              |              |  |

### Sezione 2
|  | Primo turno | Primo turno          | Primo turno          | Primo turno | Primo turno |  |  | Ultimo turno | Ultimo turno   | Ultimo turno   | Ultimo turno | Ultimo turno |  |
|  |             |                      |                      |             |             |  |  |              |                |                |              |              |  |
|  | 2           | Matteo Arnaldi       | Matteo Arnaldi       | 6           | 6           |  |  |              |                |                |              |              |  |
|  |             | Aleksandar Kovacevic | Aleksandar Kovacevic | 4           | 4           |  |  | 2            | Matteo Arnaldi | Matteo Arnaldi | 6            | 6            |  |
|  |             | Il'ja Ivaška         | Il'ja Ivaška         | 2           | 63          |  |  | Alt          | Matija Pecotić | Matija Pecotić | 4            | 4            |  |
|  | Alt         | Matija Pecotić       | Matija Pecotić       | 6           | 7           |  |  |              |                |                |              |              |  |

### Sezione 3
|  | Primo turno | Primo turno      | Primo turno      | Primo turno | Primo turno |  |  | Ultimo turno | Ultimo turno | Ultimo turno | Ultimo turno | Ultimo turno |  |
|  |             |                  |                  |             |             |  |  |              |              |              |              |              |  |
|  | 3           | Marcos Giron     | 6                | 3           | 6           |  |  |              |              |              |              |              |  |
|  |             | Nick Chappell    | 4                | 6           | 2           |  |  | 3            | Marcos Giron | Marcos Giron | 6            | 6            |  |
|  | Alt         | Mukund Sasikumar | Mukund Sasikumar | 2           | 5           |  |  | 10           | Radu Albot   | Radu Albot   | 3            | 1            |  |
|  | 10          | Radu Albot       | Radu Albot       | 6           | 7           |  |  |              |              |              |              |              |  |

### Sezione 4
|  | Primo turno | Primo turno           | Primo turno    | Primo turno | Primo turno |  |  | Ultimo turno | Ultimo turno          | Ultimo turno          | Ultimo turno | Ultimo turno |  |
|  |             |                       |                |             |             |  |  |              |                       |                       |              |              |  |
|  | 4           | Christopher O'Connell | 6              | 2           | 6           |  |  |              |                       |                       |              |              |  |
|  | PR          | Thai-Son Kwiatkowski  | 2              | 6           | 4           |  |  | 4            | Christopher O'Connell | Christopher O'Connell | 6            | 4            |  |
|  |             | Maxime Janvier        | Maxime Janvier | 3           | 3           |  |  | 12           | Cristian Garín        | Cristian Garín        | 7            | 6            |  |
|  | 12          | Cristian Garín        | Cristian Garín | 6           | 6           |  |  |              |                       |                       |              |              |  |

### Sezione 5
|  | Primo turno | Primo turno    | Primo turno    | Primo turno | Primo turno |  |  | Ultimo turno | Ultimo turno   | Ultimo turno   | Ultimo turno | Ultimo turno |  |
|  |             |                |                |             |             |  |  |              |                |                |              |              |  |
|  | 5           | Max Purcell    | Max Purcell    | 6           | 6           |  |  |              |                |                |              |              |  |
|  | PR          | Peter Polansky | Peter Polansky | 2           | 4           |  |  | 5            | Max Purcell    | Max Purcell    | 6            | 6            |  |
|  | WC          | Brayden Schnur | 4              | 7           | 7           |  |  | WC           | Brayden Schnur | Brayden Schnur | 2            | 1            |  |
|  | 9           | Maxime Cressy  | 6              | 62          | 5           |  |  |              |                |                |              |              |  |

### Sezione 6
|  | Primo turno | Primo turno     | Primo turno     | Primo turno | Primo turno |  |  | Ultimo turno | Ultimo turno    | Ultimo turno    | Ultimo turno | Ultimo turno |  |
|  |             |                 |                 |             |             |  |  |              |                 |                 |              |              |  |
|  | 6           | Corentin Moutet | Corentin Moutet | 6           | 6           |  |  |              |                 |                 |              |              |  |
|  | WC          | Justin Boulais  | Justin Boulais  | 0           | 3           |  |  | 6            | Corentin Moutet | Corentin Moutet | 68           | 2            |  |
|  |             | Dane Sweeny     | Dane Sweeny     | 64          | 5           |  |  | 14           | Tarō Daniel     | Tarō Daniel     | 7            | 6            |  |
|  | 14          | Tarō Daniel     | Tarō Daniel     | 7           | 7           |  |  |              |                 |                 |              |              |  |

### Sezione 7
|  | Primo turno | Primo turno        | Primo turno | Primo turno | Primo turno |  |  | Ultimo turno | Ultimo turno       | Ultimo turno       | Ultimo turno | Ultimo turno |  |
|  |             |                    |             |             |             |  |  |              |                    |                    |              |              |  |
|  | 7           | Thanasi Kokkinakis | 7           | 4           | 7           |  |  |              |                    |                    |              |              |  |
|  |             | Borna Gojo         | 64          | 6           | 5           |  |  | 7            | Thanasi Kokkinakis | Thanasi Kokkinakis | 7            | 6            |  |
|  |             | James Duckworth    | 1           | 6           | 4           |  |  | 13           | Constant Lestienne | Constant Lestienne | 6            | 3            |  |
|  | 13          | Constant Lestienne | 6           | 2           | 6           |  |  |              |                    |                    |              |              |  |